# Psammotettix salinus
Psammotettix salinus är en insektsart som beskrevs av Vilbaste 1980. Psammotettix salinus ingår i släktet Psammotettix och familjen dvärgstritar. Inga underarter finns listade i Catalogue of Life.